# Rahel la Fermosa
Rahel la Fermosa (dt. Rahel die Schöne, eigentlich Rahel Esra; * um 1165 in Toledo; † 1195 ebenda) war der Legende nach die Mätresse von König Alfons VIII. von Kastilien (1155–1214).
Rahel war die Tochter des jüdischen Kaufmanns Jehuda Ibn Esra aus Toledo. Ihr Vater saß im Kronrat und war Geldbeschaffer für den König von Kastilien. Wenn man vom wahrscheinlichen Todesdatum 1195, dem Jahr der Schlacht von Alarcos, die sieben Jahre der Legende zurückrechnet, wurde Rahel, genannt Rahel la Fermosa, „die Schöne“, um 1188 die Mätresse von König Alfons VIII. Um vor der Rachsucht seiner Frau, Königin Eleonore (1162–1214), zu entkommen, lebten die beiden Liebenden zurückgezogen im Palacio de Galiana in Toledo. Unter ihrem Einfluss wurde eine Anzahl von Juden in wichtige Positionen am Hof von Kastilien ernannt, was zu Unfrieden bei Klerus und Adel führte. Nachdem der König durch einen Vorwand weggelockt worden war, ermordeten Gefolgsmänner der Königin Rahel und ihren Vater.

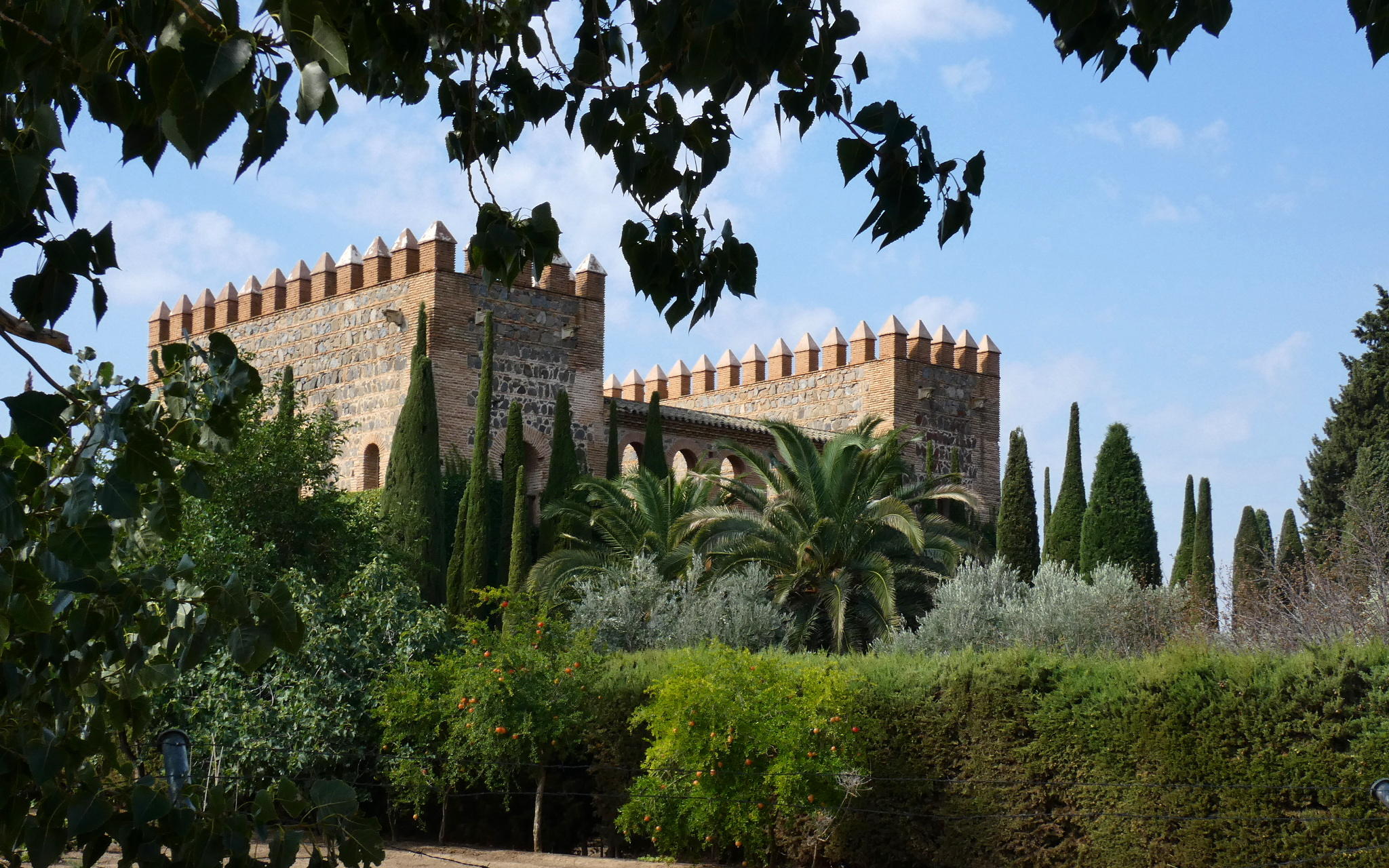
Palacio de Galiana in Toledo

Die Liebesgeschichte zwischen der Jüdin Rahel und König Alfons wird in zeitgenössischen Chroniken nicht und erstmals um 1292 in den Castigos para bien vivir erwähnt, die König Sancho IV. als Erziehungsleitfaden für seinen Sohn abfassen ließ. Die Geschichte wurde von Gaspar Ibáñez de Segovia (1628–1708), Marquis de Mondéjar, und weiteren späteren Literaturhistorikern ins Reich der Fabel verwiesen. „Neuere historische Studien gehen denn auch davon aus, dass es sich um eine Legende handele.“

## Belletristik
- Lion Feuchtwanger: Die Jüdin von Toledo.  Berlin (1955) 2008 ISBN 978-3-7466-5638-0
- Franz Grillparzer: Die Jüdin von Toledo. Wien (1855)
- Abraham S. Marrache: La Historia de Fermosa, la amante de Alfonso VIII. (Roman) Hebraica Ediciones, Madrid 2009, ISBN 978-84-612-8930-1.
- Lope de Vega: Los paces de los reyes y judía de Toledo (Drama) (deutsch: Die Versöhnung des Königspaars und die Jüdin von Toledo) (1610–1612)[4]